# Nazionale maschile di pallacanestro di Aruba
La nazionale di pallacanestro di Aruba è la rappresentativa cestistica di Aruba ed è posta sotto l'egida della Federazione cestistica di Aruba.
Dal novembre 2015 al 2016 l'allenatore della nazionale è stato l'italiano Antonio d'Albero.

## Campionati caraibici
Campionato caraibico maschile di pallacanestro 2002Mathis, All. -